# Коронадо, Каролина
Каролина Коронадо (исп. Carolina Coronado; 12 декабря 1821, Альмендралехо — 15 января 1911, Лиссабон) — испанская поэтесса, драматург, хозяйка литературного салона.
Писала стихи с 10 лет. В 1843 году выпустила первый и единственный поэтический сборник, пользовавшийся известностью. В дальнейшем писала, главным образом, романы, из которых лучшими принято считать «Пакиту» (исп. «Paquita», 1850) и «Колесо несчастья» (исп. «La rueda de la desgracia», 1873). Коронадо также принадлежит ряд пьес, в том числе комедия «El cuadro de la esperanza» и историческая драма «Alfonso IV de Aragon», и путевые записки «От Тахо до Рейна» (исп. «Del Tajo al Rheno»). В 1852 году вышла замуж за американского дипломата Хусто Хорасио Перри; их дом был одним из главных центров литературной жизни Мадрида.